# 金顕承
金 顕承（キム・ヒョンスン、朝鮮語: 김현승/金顯承、1913年4月4日 - 1975年4月11日）は、大韓民国の詩人。
本貫は金海金氏。号は茶兄（タヒョン、다형）。プロテスタント。

## 生涯
日本統治時代の平安南道平壌にプロテスタントの牧師を務めていた父のもとに次男として生まれ、朝鮮半島の各地域を移動しながら育った。崇実専門学校（現・崇実大学校）中退。1934年ごろより詩作を始めた。崇一中学校教頭や朝鮮大学校・崇田大学の教授、韓国文人協会副理事長などを務め、第1回全南文化賞を受賞した。作品集『金顕承の始まり』、詩には『堅固な孤独』、『擁護者の歌』、『絶対孤独』、『涙』などがある。高血圧により享年63歳で死去した。いくつか詩碑がある。